# Valois-Angoulême
Dynastie Valois-Angoulême či jen Valois-Angoulême je vedlejší rodová linie francouzského královského rodu Valois. Členové rodu Valois-Angoulême odvozovali svůj původ od francouzského krále Karla V. a jeho mladšího syna Ludvíka, vévody Orleánského. 

## Historie
Zakladatelem rodové linie Valois-Angoulême byl Ludvíkův mladší syn Jan, hrabě z Angoulême. Po vymření hlavní rodové linie Valois a následně i vedlejší linie Valois-Orléans připadl francouzský trůn v roce 1515 Františku I. z rodu Valois-Angoulême (František byl vnukem zakladatele této rodové linie Jana, hraběte z Angoulême).
V osobě posledního francouzského krále z této dynastie Jindřicha III. (v Česku známého jako Jindřich z Valois) vládly krátce v letech 1573-1575 také v Polsku (jako Jindřich I.)
Po vymření rodu Valois-Angoulême v mužské linii připadl francouzský trůn rodu Bourbonů.
Francouzští králové z rodu Valois-Angoulême
- František I. - (1515-1547)
- Jindřich II. - (1547-1559)
- František II. - (1559-1560)
- Karel IX. - (1560-1574)
- Jindřich III. - (1574-1589), také v letech 1573-1575 jako Jindřich I. král Polska

Galerie
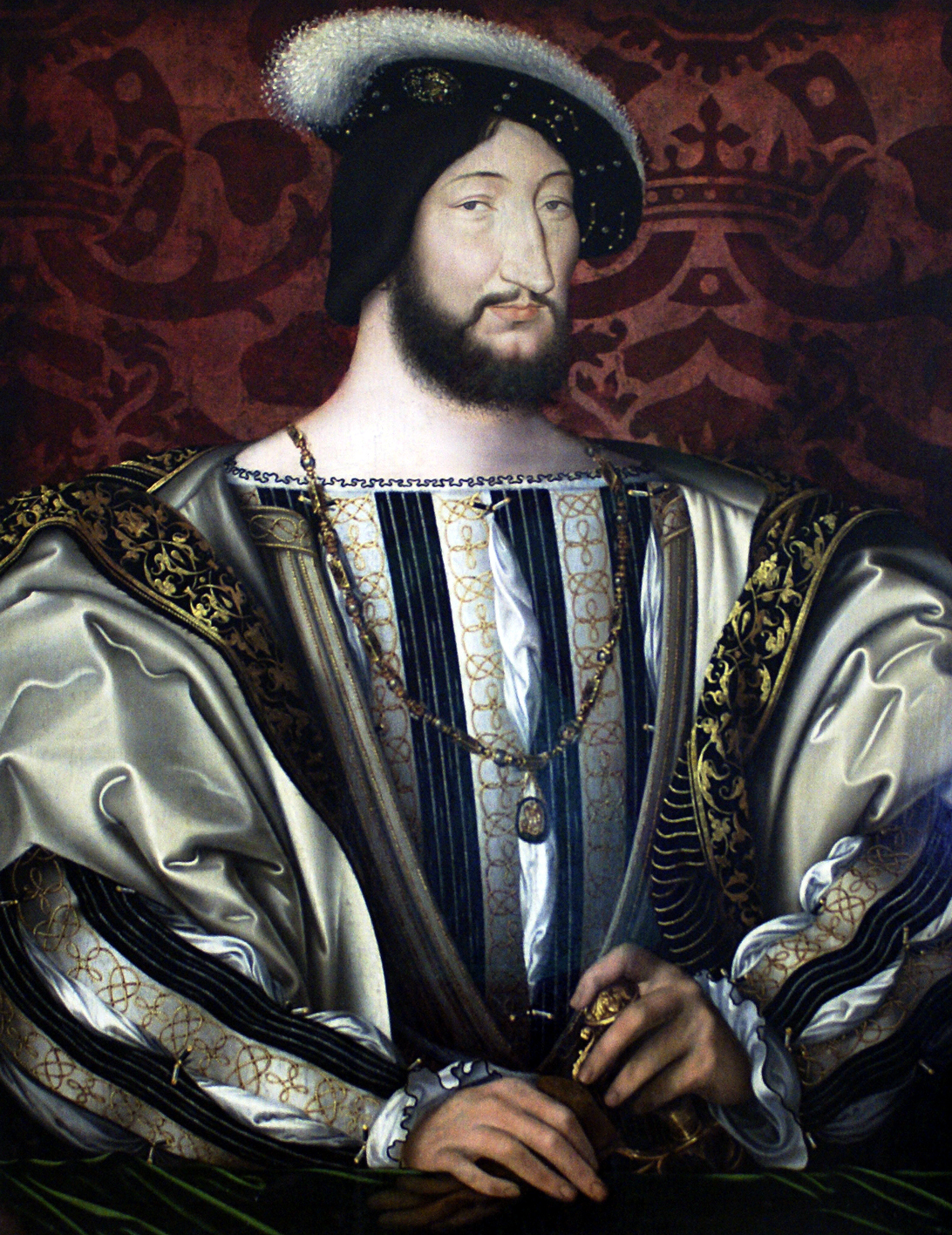
František I.
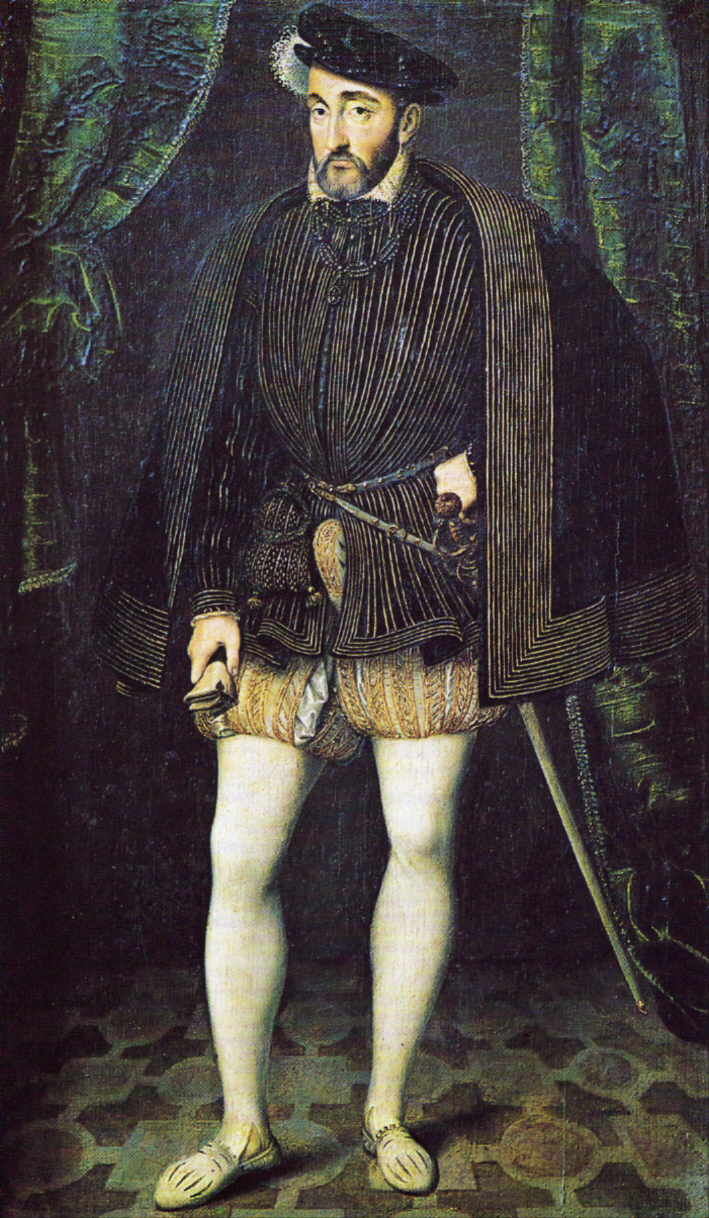
Jindřich II.
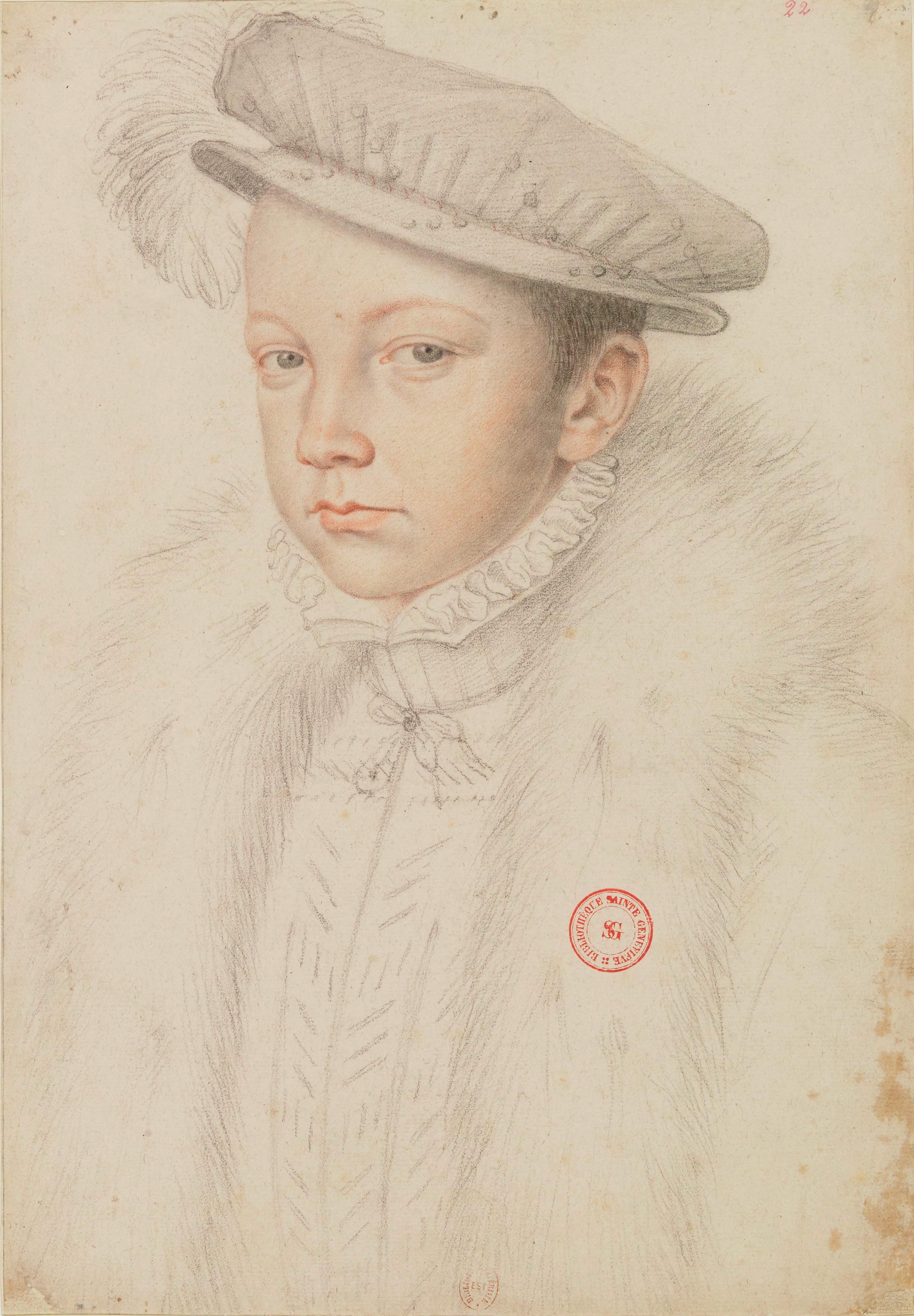
František II.
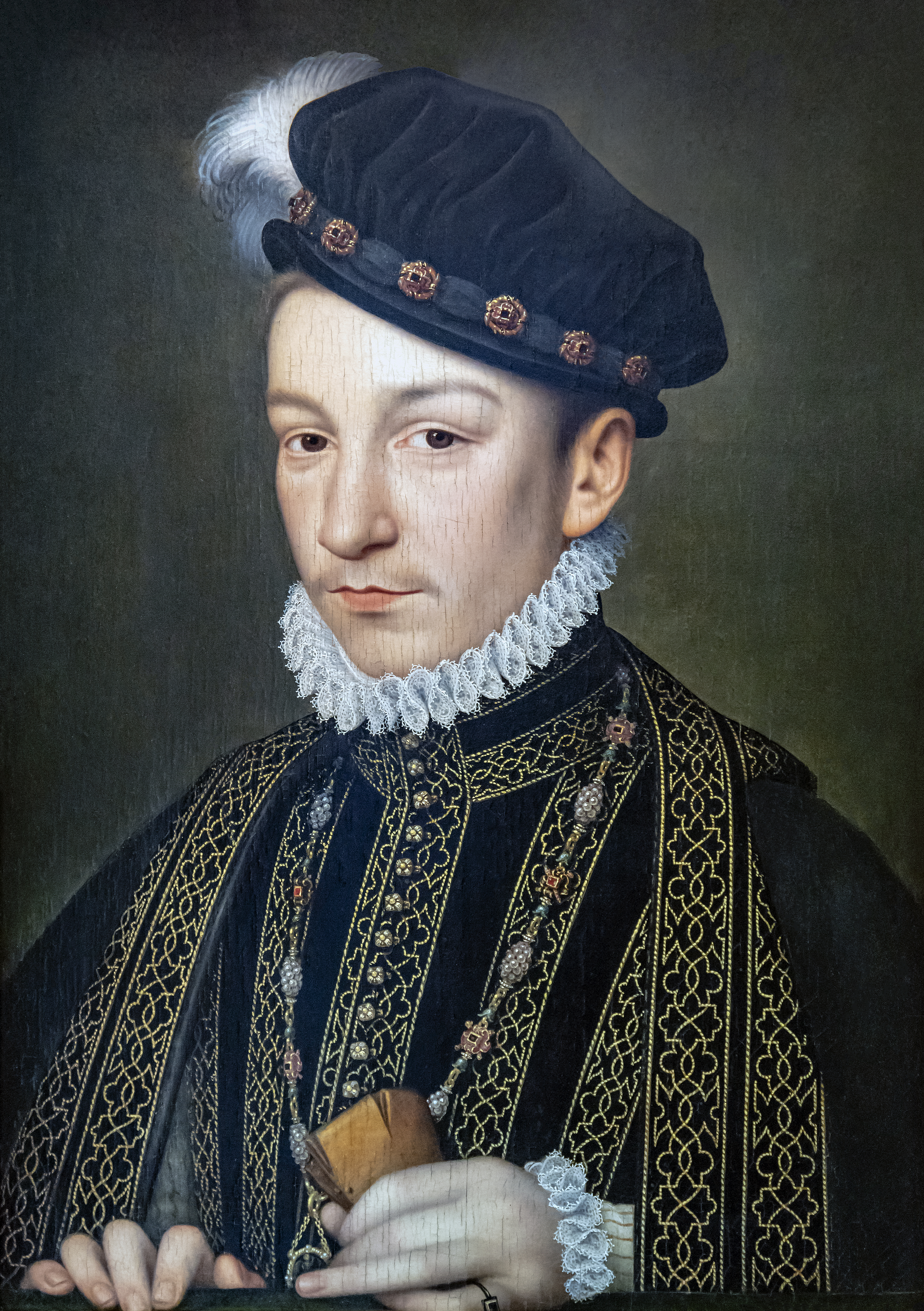
Karel IX.
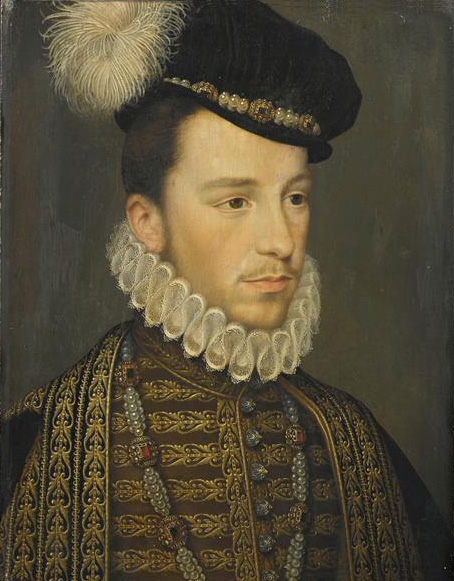
Jindřich III.